# Christopher Tolkien
Christopher John Reuel Tolkien (ur. 21 listopada 1924 w Leeds, zm. 16 stycznia 2020 w Draguignan) – brytyjski wykładowca akademicki, syn filologa i pisarza J.R.R. Tolkiena, redaktor wydanych pośmiertnie dzieł swego ojca. Ojciec pisarza Simona Tolkiena.

## Życiorys
Trzeci syn J.R.R. Tolkiena i jego żony Edith Mary. Uczęszczał do Dragon School i The Oratory School w Oksfordzie. W wieku 21 lat zaczął brać udział w spotkaniach grupy Inklingów. W czasie II wojny światowej w latach 1943–1945 służył w Royal Air Force. Uczył się latania w Południowej Afryce, potem krótko służył jako pilot myśliwca, pod koniec wojny został przeniesiony do Royal Navy Volunteer Reserve w stopniu „flying officer”. Po wojnie studiował literaturę i język angielski na Trinity College na Uniwersytecie w Oxfordzie, gdzie zdobył stopień bakałarza w 1949 roku, zaś kilka lat później stopień „Bachelor of Letters”. Podobnie jak ojciec został wykładowcą języka angielskiego na uniwersytecie w Oxfordzie, w pracy naukowej zajmując się głównie staronordyckimi sagami. W 2016 r. został wyróżniony Medalem Bodlajańskim za wybitny wkład w dziedzinie literatury, kultury, nauki i komunikacji.
Po śmierci ojca podjął się zadania edycji i publikacji jego notatek opisujących legendy Śródziemia. Przy pomocy Guya Gavriela Kaya dokończył i wydał w 1977 r. rozpoczęty przez ojca zbiór mitologicznych opowieści nazwanych Silmarillion. Następnie przeredagował pozostające w luźnych zapiskach Niedokończone opowieści oraz skompilował wielotomową Historię Śródziemia, w skład której wchodzi wydana w Polsce Księga zaginionych opowieści. W 2007 r. została wydana kolejna powieść stworzona ze skompletowanych przez niego zapisków ojca, Dzieci Húrina. 1 czerwca 2017 r. wydał Berena i Luthien.
W sierpniu 2017 zrezygnował ze stanowiska dyrektora Tolkien Estate i Tolkien Trust.
30 sierpnia 2018 wydał ostatnią książkę zbierającą zapiski J.R.R. Tolkiena - Upadek Gondolinu.
Zmarł 16 stycznia 2020 r. w Draguignan.

## Życie prywatne
W 1951 roku poślubił Faith Faulconbridge, w 1959 urodził się ich syn, Simon. Po rozwodzie, w 1967 poślubił Baillie Klass, z którą miał dwoje dzieci, Adama i Rachel. Od połowy lat 70. mieszkali na południu Francji.